# Nepenthes palawanensis
Nepenthes palawanensis S.McPherson, Cervancia, Chi.C.Lee, Jaunzems, Mey & A.S.Rob., 2010 è una pianta carnivora della famiglia Nepenthaceae, endemica della Provincia di Palawan, nelle Filippine, dove cresce a 1100–1236 m.

## Conservazione
La Lista rossa IUCN classifica Nepenthes palawanensis come specie in pericolo di estinzione (Endangered).